# 夢の形
『夢の形』（ゆめのかたち、ドイツ語：Traumbild）は、ヨハン・シュトラウス2世が作曲した一対の交響詩。『夢の絵』や、原題のまま『トラウムビルト』とも。作品番号は付けられていない（WoO）。
未発表作品であり、作曲者の死後に初演・出版された。

## 解説

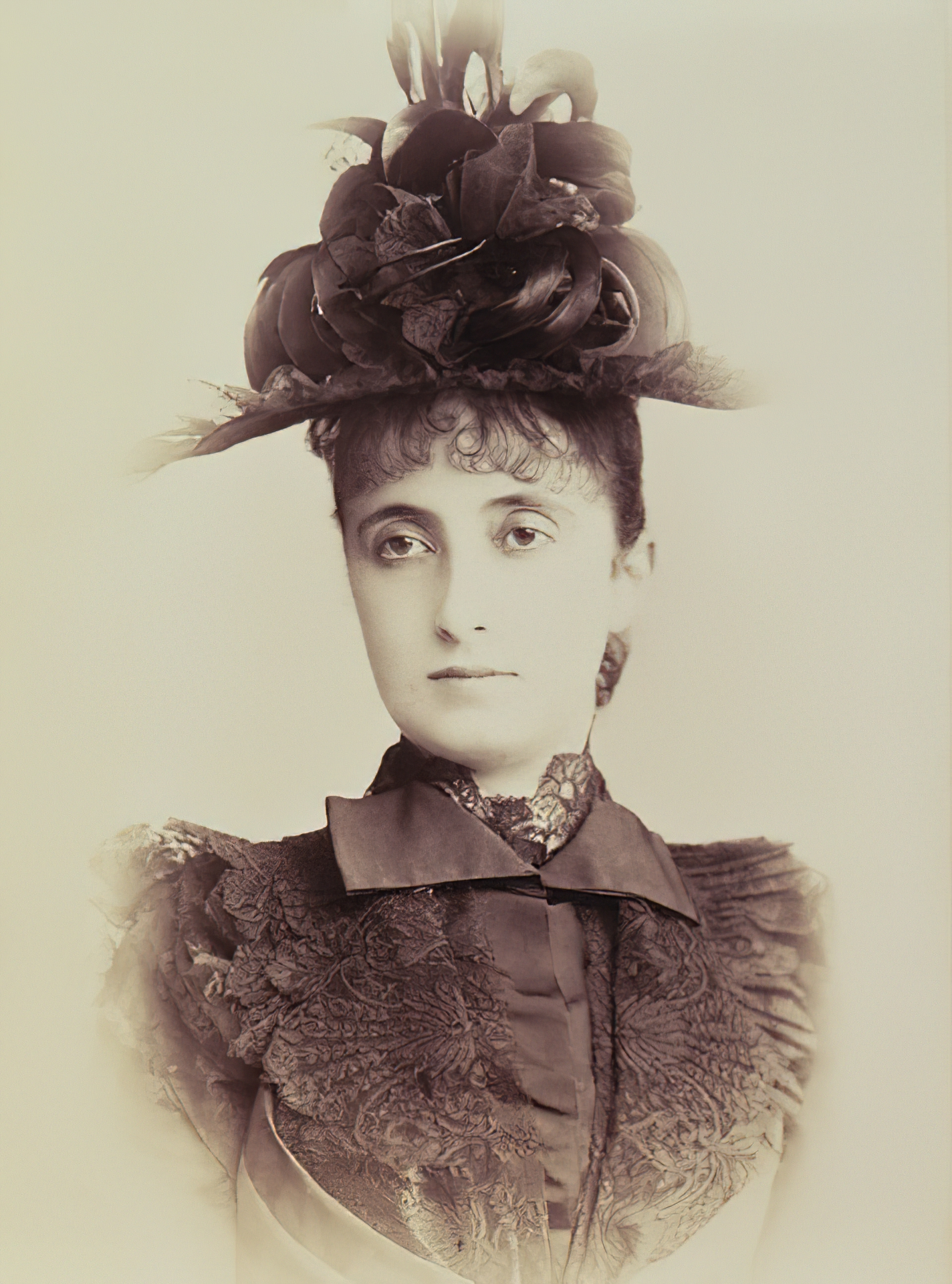
シュトラウスの妻アデーレ

世紀末ウィーンでは、心理学者フロイトによって「夢」という分野が注目を集めていた。そのため、「ウィーンの年代記」と呼ばれたワルツ王ヨハン・シュトラウス2世は、流行の夢を題材とした楽曲を作ろうと考えるに至った。ヨハン2世は「まじめとおもしろさの中間に位置する曲」と定義し、ジャンルを交響詩とした。
「トラウムビルト」とは、夢（Traum）にまで見る恋人の美しい姿（bild）を讃えた愛の歌である。ヨハン2世は『夢の形I』と『夢の形II』を作曲する計画を立て、愛する妻アデーレの姿を『夢の形I』に描いたといわれるが、曲の雰囲気は愛する女性への想いなどとは程遠く、幻影のような儚さや不安に満ちている。
ヨハン2世はまず誰と誰の姿を描くかという計画を弟のエドゥアルト・シュトラウス1世に教えて、続けて次のようにからかったという。
| 「 | この次はおまえの番だぞ。おれの残酷さから逃れることは誰にもできんのだ。 | 」 |

この2曲がヨハン2世の存命中に初演されることはなく、追悼演奏会の一環として初演された。ブラームスの流れを汲み、マーラーの先駆けともいえる曲だったが、陽気で快活なワルツ王の作品にそのような性質のものを求めていなかった市民からの評価は不人気に終わってしまった。